# Kategoria Superiore (2023/2024)
Kategoria Superiore 2023/2024 (znana jako Abissnet Superiore ze względów sponsorskich) była 85. edycją rozgrywek ligowych najwyższego poziomu piłki nożnej mężczyzn w Albanii.
Obrońcą tytułu był Partizani. Mistrzostwo po raz pierwszy w swej historii zdobyła Egnatia.

## Format rozgrywek
W rozgrywkach bierze udział 10 drużyn, które zagrają w zmienionej formule ligi w porównaniu z zeszłym sezonem. Po rozegraniu 36 kolejek meczów cztery najlepsze drużyny zagrają między sobą play-offy „Finał 4”.
Zwycięzca zostanie ogłoszony mistrzem „Abyssnet Superiore” i weźmie udział w pierwszej rundzie kwalifikacyjnej Ligi Mistrzów UEFA, natomiast pozostałe dwie najwyżej sklasyfikowane drużyny wezmą udział w Lidze Konferencji UEFA.
W przypadku, gdy zwycięska drużyna Pucharu Albanii zajmie miejsce w pierwszej trójce w fazie „Final 4”, prawo do udziału w Lidze Konferencyjnej UEFA będzie mieć ostatni w fazie play-off.
Kluby, które zajmą ostatnie dwa miejsca na koniec sezonu, spadają z ligi, natomiast drużyna z miejsca ósmego zagra w finale ze zwycięzcą barażu Kategoria e Parë.

## Uczestnicy
| Uczestnicy poprzedniej edycji                                                                                 | Uczestnicy poprzedniej edycji | Uczestnicy poprzedniej edycji | Uczestnicy poprzedniej edycji |
| --- | ----------------------------- | ----------------------------- | ----------------------------- |
| PAR | Partizani Tirana              | 1                             |                               |
| TIR | KF Tirana                     | 2                             |                               |
| EGN | Egnatia Rrogozhinë            | 3                             |                               |
| VLS | KF Vllaznia                   | 4                             |                               |
| LAÇ | KF Laçi                       | 5                             |                               |
| TEU | Teuta Durrës                  | 6                             |                               |
| KUK | Kukësi                        | 7                             |                               |
| po barażach                                                                                                   |                               |                               |                               |
| ERZ | Erzeni Shijak                 | 8                             |                               |
| Awans z Kategoria e Parë                                                                                      |                               |                               |                               |
| SKË | Skënderbeu Korcza             | 1                             |                               |
| DIN | Dinamo Tirana                 | 2                             |                               |
| Oznaczenia: - kolumna pierwsza – skróty nazw drużyn, - kolumna trzecia – miejsce zajęte w poprzednim sezonie. |                               |                               |                               |

## Tabela
| Lp. | Drużyna           | M  | Z  | R  | P  | B+ | B- | +/– | Pkt | Kwalifikacja lub spadek                        |
| --- | ----------------- | -- | -- | -- | -- | -- | -- | --- | --- | ---------------------------------------------- |
| 1   | Egnatia (P, F, M) | 36 | 18 | 9  | 9  | 51 | 38 | +13 | 63  | Liga Mistrzów UEFA • I runda kwalifikacyjna    |
| 2   | Partizani (F)     | 36 | 17 | 12 | 7  | 51 | 29 | +22 | 63  | Liga Konferencji UEFA • I runda kwalifikacyjna |
| 3   | Vllaznia (F)      | 36 | 16 | 11 | 9  | 41 | 34 | +7  | 59  | Liga Konferencji UEFA • I runda kwalifikacyjna |
| 4   | Skënderbeu (F)    | 36 | 15 | 6  | 15 | 37 | 39 | −2  | 51  |                                                |
| 5   | Tirana            | 36 | 13 | 11 | 12 | 56 | 49 | +7  | 50  | Liga Konferencji UEFA • I runda kwalifikacyjna |
| 6   | Teuta             | 36 | 13 | 11 | 12 | 36 | 35 | +1  | 50  |                                                |
| 7   | Dinamo Tirana     | 36 | 13 | 8  | 15 | 42 | 43 | −1  | 47  |                                                |
| 8   | Laçi (B, O)       | 36 | 10 | 16 | 10 | 37 | 31 | +6  | 46  | baraż o utrzymanie                             |
| 9   | Erzeni (S)        | 36 | 7  | 11 | 18 | 29 | 57 | −28 | 32  | spadek do Kategoria e Parë                     |
| 10  | Kukësi (S)        | 36 | 6  | 9  | 21 | 31 | 56 | −25 | 27  | spadek do Kategoria e Parë                     |

1. 1 2  Mecze bezpośrednie, liczba punktów: Egnatia 6, Partizani 3.
2. 1 2  Mecze bezpośrednie, liczba punktów (różnica bramek): Tirana 5 (+1), Teuta 5 (–1)
3. ↑  Uczestnik rundy finałowej w rozgrywkach ligowych, Skënderbeu, został zdyskwalifikowany z europejskich pucharów za korupcję, w związku z tym udział w el. Ligi Konferencji przypadł piątej drużynie ligi[3][4][5].

## Wyniki
| Gospodarz \ Gość | DIN | EGN | ERZ | KUK | LAÇ | PAR | SKË | TEU | TIR | VLL | DIN | EGN | ERZ | KUK | LAÇ | PAR | SKË | TEU | TIR | VLL |
| ---------------- | --- | --- | --- | --- | --- | --- | --- | --- | --- | --- | --- | --- | --- | --- | --- | --- | --- | --- | --- | --- |
| Dinamo Tirana    |     | 1–2 | 1–0 | 2–1 | 2–0 | 1–3 | 2–1 | 2–3 | 2–3 | 1–1 |     | 0–1 | 2–0 | 3–2 | 0–0 | 2–1 | 2–0 | 1–0 | 2–3 | 0–1 |
| Egnatia          | 3–0 |     | 4–3 | 2–1 | 2–1 | 1–1 | 0–1 | 0–1 | 0–5 | 3–0 | 1–1 |     | 3–2 | 1–0 | 0–0 | 2–1 | 1–0 | 0–0 | 0–3 | 0–1 |
| Erzeni           | 2–1 | 0–1 |     | 0–0 | 0–0 | 1–2 | 1–2 | 0–0 | 1–0 | 2–2 | 0–4 | 1–0 |     | 3–3 | 0–0 | 0–4 | 0–3 | 0–3 | 0–2 | 0–1 |
| Kukësi           | 0–0 | 0–4 | 2–1 |     | 1–0 | 1–1 | 2–2 | 0–0 | 1–2 | 1–0 | 1–1 | 1–4 | 1–2 |     | 1–0 | 0–1 | 0–2 | 0–2 | 2–3 | 2–0 |
| Laçi             | 0–1 | 0–2 | 3–3 | 1–1 |     | 0–1 | 2–0 | 6–1 | 2–2 | 2–1 | 1–1 | 1–2 | 0–0 | 2–0 |     | 1–1 | 0–1 | 1–1 | 1–0 | 1–1 |
| Partizani        | 0–0 | 1–1 | 1–2 | 4–3 | 1–0 |     | 1–1 | 1–1 | 2–1 | 4–1 | 2–0 | 1–1 | 4–0 | 3–0 | 1–2 |     | 1–0 | 1–0 | 2–1 | 0–0 |
| Skënderbeu       | 1–0 | 1–1 | 1–0 | 0–1 | 0–1 | 1–0 |     | 3–1 | 1–1 | 0–2 | 0–1 | 2–0 | 1–0 | 1–0 | 1–1 | 1–0 |     | 0–1 | 0–0 | 0–1 |
| Teuta            | 1–2 | 2–2 | 0–1 | 0–0 | 1–1 | 0–1 | 1–0 |     | 2–2 | 0–1 | 1–0 | 1–0 | 3–0 | 1–0 | 0–1 | 1–0 | 3–0 |     | 2–2 | 0–0 |
| Tirana           | 1–1 | 2–3 | 0–1 | 3–2 | 0–3 | 1–1 | 3–1 | 2–0 |     | 0–1 | 3–2 | 1–1 | 1–1 | 1–0 | 1–1 | 1–2 | 3–4 | 1–2 |     | 0–0 |
| Vllaznia         | 3–1 | 0–2 | 1–1 | 3–1 | 0–0 | 0–0 | 5–0 | 2–0 | 0–1 |     | 1–0 | 2–1 | 1–1 | 1–0 | 1–2 | 1–1 | 1–5 | 2–1 | 3–1 |     |

1. ↑  Mecz 13. kolejki (11 lis) między Egnatia a Partizani został przerwany w 24. minucie meczu przy wyniku 1-1. Powodem było zasłabnięcie zawodnika Egnatia Raphael Dwamena. Doznał on zatrzymania akcji serca i zmarł w drodze do szpitala w Kavajë[8][9]. Mecz dokończono 23 listopada.

## Final 4
W celu wyłonienia półfinału odbyło się losowanie. Rozstawienie drużyn opierało się na ich rankingu ligowym, przy czym dwie drużyny były rozstawione i dwie nierozstawione. W półfinale, w przypadku remisu po 90 minutach, do finału zakwalifikuje się drużyna z wyższą pozycją w lidze.
|  |            |            |          |             |   |           |           |       |  |  |  |  |  |
|  | Półfinał   | Półfinał   | Półfinał |             |   | Finał     | Finał     | Finał |  |  |  |  |  |
|  | Półfinał   | Półfinał   | Półfinał |             |   | Finał     | Finał     | Finał |  |  |  |  |  |
|  |            |            |          |             |   |           |           |       |  |  |  |  |  |
|  |            |            |          |             |   |           |           |       |  |  |  |  |  |
|  | 2          | Partizani  | 1        |             |   |           |           |       |  |  |  |  |  |
|  | 2          | Partizani  | 1        |             |   |           |           |       |  |  |  |  |  |
|  | 4          | Skënderbeu | 0        |             |   |           |           |       |  |  |  |  |  |
|  | 4          | Skënderbeu | 0        |             |   | Partizani | Partizani | 0     |  |  |  |  |  |
|  |            |            |          |             |   | Partizani | Partizani | 0     |  |  |  |  |  |
|  |            |            | Egnatia  | Egnatia     | 1 |           |           |       |  |  |  |  |  |
|  | 1          | Egnatia    | Egnatia  | Egnatia     | 1 | 0         |           |       |  |  |  |  |  |
|  | 1          | Egnatia    |          |             |   |           |           |       |  |  |  |  |  |
|  | 3          | Vllaznia   | 0        |             |   |           |           |       |  |  |  |  |  |
|  | 3          | Vllaznia   | 0        | o miejsce 3 |   |           |           |       |  |  |  |  |  |
|  |            |            |          |             |   |           |           |       |  |  |  |  |  |
|  |            |            |          |             |   |           |           |       |  |  |  |  |  |
|  |            |            |          |             |   |           |           |       |  |  |  |  |  |
|  | Skënderbeu | Skënderbeu | 3        |             |   |           |           |       |  |  |  |  |  |
|  | Skënderbeu | Skënderbeu | 3        |             |   |           |           |       |  |  |  |  |  |
|  | Vllaznia   | Vllaznia   | 2        |             |   |           |           |       |  |  |  |  |  |
|  | Vllaznia   | Vllaznia   | 2        |             |   |           |           |       |  |  |  |  |  |

| 17 maja 2024 | Partizani              | 1:0   | Skënderbeu |                                                              |
| 20:00        | Archange Bintsouka 47' | (0:0) |            | Air Albania Stadium, Tirana Widzów: 4219 Sędzia: Enea Jorgji |

| 19 maja 2024 | Egnatia | 0:0   | Vllaznia |                                                  |
| 20:00        |         | (0:0) |          | Air Albania Stadium, Tirana Sędzia: Juxhin Xhaja |

| 24 maja 2024 | Skënderbeu                                          | 3:2   | Vllaznia                                |                                                     |
| 19:00        | Ardit Nikaj 11' · Dean Liço 16' · Ermir Rashica 31' | (3:1) | Esat Mala 42' (k) · Bekim Balaj 80' (k) | Air Albania Stadium, Tirana Sędzia: Eldorjan Hamiti |

| 26 maja 2024 | Partizani | 0:1   | Egnatia               |                                                    |
| 19:00        |           | (0:1) | 35' Melih İbrahimoğlu | Air Albania Stadium, Tirana Sędzia: Anthony Taylor |

## Baraż o Kategoria Superiore
Laçi wygrał po dogrywce 3-1 z Flamurtari Wlora finał barażu o miejsce w Kategoria Superiore na sezon 2024/2025, rozegrany między czterama drużynami Kategoria e Parë i jedną z Kategoria Superiore.
|  |                         |                         |                         |               |       |                      |                      |                      |                  |   |              |              |              |
|  | First Division półfinał | First Division półfinał | First Division półfinał |               |       | First Division finał | First Division finał | First Division finał |                  |   | Finał baraży | Finał baraży | Finał baraży |
|  | First Division półfinał | First Division półfinał | First Division półfinał |               |       | First Division finał | First Division finał | First Division finał |                  |   | Finał baraży | Finał baraży | Finał baraży |
|  |                         |                         |                         |               |       |                      |                      |                      |                  |   |              |              |              |
|  |                         |                         |                         |               |       |                      |                      |                      |                  |   |              |              |              |
|  | 3                       | Flamurtari Wlora        | 0                       | 8             | Laçi  | 3                    |                      |                      |                  |   |              |              |              |
|  | 3                       | Flamurtari Wlora        | 0                       | 8             | Laçi  | 3                    |                      |                      |                  |   |              |              |              |
|  | 6                       | Korabi Peshkopi         | 0                       |               |       |                      |                      | 3                    | Flamurtari Wlora | 1 |              |              |              |
|  | 6                       | Korabi Peshkopi         | 0                       |               |       | 3                    | Flamurtari Wlora     | 3                    | Flamurtari Wlora | 1 | 0 (4)        |              |              |
|  |                         |                         |                         |               |       | 3                    | Flamurtari Wlora     |                      |                  |   |              |              |              |
|  |                         |                         | 5                       | Apolonia Fier | 0 (3) |                      |                      |                      |                  |   |              |              |              |
|  | 4                       | Vora                    | 5                       | Apolonia Fier | 0 (3) | 3                    |                      |                      |                  |   |              |              |              |
|  | 4                       | Vora                    |                         |               |       |                      |                      |                      |                  |   |              |              |              |
|  | 5                       | Apolonia Fier           | 4                       |               |       |                      |                      |                      |                  |   |              |              |              |
|  | 5                       | Apolonia Fier           | 4                       |               |       |                      |                      |                      |                  |   |              |              |              |

| 12 maja 2024 | Flamurtari Wlora | 0:0   | Korabi Peshkopi |                                                  |
| 15:00        |                  | (0:0) |                 | Stadiumi Flamurtari, Wlora Sędzia: Ardian Beqiri |

- Flamurtari zakwalifikował się do finału jako drużyna z wyższym rankingiem.

| 12 maja 2024 | Vora                                              | 3:4   | Korabi Peshkopi                                                                         |                                                                          |
| 15:00        | Fatmir Prengaj 31', 44' · Jasmin Raboshta 49' (k) | (2:1) | 22' Rubin Hebeja · 68' Erald Maksuti · 72' Stefano Omeri · 81' Mmesoma Anthony Umejiego | Międzynarodowy kompleks, Peza Helma Obwód Tirana Sędzia: Silvio Dyrmishi |

| 15 maja 2024 | Flamurtari Wlora | 0:0 (pd.)               | Apolonia Fier |                                                 |
| 16:00        |                  | (0:0, 0:0, 0:0, k. 4:3) |               | Stadiumi Flamurtari, Wlora Sędzia: Florjan Lata |

| 19 maja 2024 | Laçi                                               | 3:1 (pd.)       | Flamurtari Wlora      |                    |
| 16:00        | William Cordeiro 45+4', 109' (k) · Agan Mjaki 116' | (1:0, 1:1, 1:1) | 63' (sam.) Ajdi Dajko | Stadiumi Laçi, Laç |

## Najlepsi strzelcy
| Bramki | Strzelcy           | Drużyna       |
| ------ | ------------------ | ------------- |
| 17     | Bekim Balaj        | Vllaznia      |
| 11     | Kristal Abazaj     | Tirana        |
| 10     | Florent Hasani     | Tirana        |
| 9      | Nnamdi Ahanonu     | Skënderbeu    |
| 9      | Archange Bintsouka | Partizani     |
| 9      | Klejdi Daci        | Teuta         |
| 9      | Raphael Dwamena    | Egnatia       |
| 9      | Luis Kaçorri       | Dinamo Tirana |
| 9      | Ronald Sobowale    | Laçi          |
| 8      | Ildi Gruda         | Vllaznia      |
| 8      | Denisson Silva     | Dinamo Tirana |

Źródło: 

## Stadiony
| Dinamo Tirana  |
| -------------- |
| Stadiumi Kamza |
| 5 500          |
|                |

| Egnatia Erzeni |
| -------------- |
| Arena Egnatia  |
| 4 000          |
|                |

| Kukësi               |
| -------------------- |
| Stadiumi Zeqir Ymeri |
| 6 322                |
|                      |

| Laçi          |
| ------------- |
| Stadiumi Laçi |
| 8 000         |
|               |

| Partizani      |
| -------------- |
| Arena e Demave |
| 4 500          |
|                |

| Skënderbeu          |
| ------------------- |
| Stadiumi Skënderbeu |
| 12 343              |
|                     |

| Teuta                |
| -------------------- |
| Stadiumi Niko Dovana |
| 12 040               |
|                      |

| Tirana                   |
| ------------------------ |
| Stadiumi Selman Stërmasi |
| 9 500                    |
|                          |

| Vllaznia            |
| ------------------- |
| Stadion Loro-Boriçi |
| 16 000              |
|                     |

Źródło: 